# Serafin Kiryłowicz
Serafin Kiryłowicz (ur. 18 września 1903 w Łucku, zm. 24 września 1986) – funkcjonariusz Urzędu do Spraw Wyznań, czołowy wykonawca polityki wyznaniowej Polskiej Zjednoczonej Partii Robotniczej w stosunku do mniejszości religijnych, znawca prawosławia, tłumacz literatury rosyjskiej.

## Życiorys
Urodził się w rodzinie Dionizego i Aleksandry z Szumowskich. Ukończył szkołę średnią w Krzemieńcu. W 1929 roku uzyskał magisterium w Studium Teologii Prawosławnej Uniwersytetu Warszawskiego. W 1932 r. został kierownikiem Katedry Archeologii Chrześcijańskiej UW. W okresie międzywojennym był redaktorem czasopism teologicznych i kościelnych: „Rocznik Studium Teologii Prawosławnej Elpis”, „Wiadomości Metropolii Prawosławnej w Polsce”, „Wiestnik Bratstwa Prawoslawnych Bogoslowow”.
Po wojnie otrzymał zatrudnienie w Ministerstwie Administracji Publicznej, a następnie w Urzędzie do Spraw Wyznań. W tej ostatniej instytucji pełnił funkcje: naczelnika Wydziału Wyznań Nierzymskokatolickich (1950–1959 oraz 1965–1972), naczelnika Wydziału Ogólnego (1959–1962) i naczelnika Wydziału Zakonów (1962–1965).
Był autorem szeregu przyczynków na temat historii, sytuacji prawnej, doktryny i kultu prawosławia.
Od 1 października 1930 roku był mężem Olgi z Niechajewskich (zm. 1963).
Zmarł 24 września 1986 r.

## Odznaczenia
- Medal 10-lecia Polski Ludowej (11 stycznia 1955)[5]

## Wybrane publikacje
- Acta Sanctae Thomae Apostoli, jako źródło historyczne, Warszawa 1931.
- Świadectwo historyczne o chrześcijaństwie w Indjach w związku z apostolatem św. Tomasza, Warszawa 1932.
- Położenie prawne Kościoła prawosławnego w Grecji [w:] Wolność sumienia. Szkice i polemiki, red. Michał T. Staszewski, Warszawa 1973.
- [tłumaczenie:] Władimir Kurojedow, Państwo radzieckie a Kościół, Warszawa 1979.
- Prawosławie, [w:] Zarys dziejów religii, red. Józef Keller, Warszawa 1980.
- Prawosławie, [w:] Religie uniwersalistyczne. Zarys dziejów, Warszawa 1982.
- Z dziejów prawosławia w II Rzeczypospolitej Polskiej. Niektóre problemy na tle polityki wyznaniowej państwa 1918-1939, Warszawa 1985.